# Nhiễu quỹ đạo Mặt Trăng
Nhiễu quỹ đạo Mặt Trăng (tiếng Anh: lunnar variation) là hiện tượng nhiễu trong chuyển động của Mặt Trăng do tác động của lực hấp dẫn nhiễu loạn từ Mặt Trời. Hiện tượng này là những biến đổi nhỏ với biên độ 39′ 30″ trong chuyển động của Mặt Trăng, lúc nhanh hơn, lúc chậm hơn so với chuyển động trung bình trên quỹ đạo của mình với chu kì bằng một phần hai chu kì giao hội.
Nhiễu quỹ đạo của Mặt Trăng được Tycho Brahe phát hiện và sau đó Isaac Newton giải thích trên cơ sở lý thuyết nhiễu trong trường hấp dẫn.